# Dagmar Reichardt
Dagmar Reichardt (Roma, 25 settembre 1961) è una letterata tedesca.

## Biografia
Dagmar Reichardt discende da una famiglia di Ugonotti di origini molto antiche, dalle cui ramificazioni in seguito è nato il suo rappresentante più illustre, il compositore e autore di testi musicali tedesco Johann Friedrich Reichardt (1752-1814), che visse e lavorò a Francoforte sull'Oder e a Halle. Con il suo Giebichensteiner Dichterparadies (noto anche come Herberge der Romantik o Giardino di Reichardt), creò un luogo d'incontro per le personalità più eminenti della scienza e della letteratura dell'epoca e intrattenne tra l'altro uno scambio epistolare con l'amico Goethe, mettendo in musica i suoi Lieder così come quelli di Herder o di Hoffmann von Fallersleben. Johann Friedrich Reichardt fece numerosi viaggi, tra i quali due in Italia nel 1790 e 1783, poi in Svizzera, a Vienna e Amburgo dove nel 1795 pubblicò il giornale "Frankreich" (ital. "Francia") seguito dal giornale politico-culturale Deutschland (ital. "Germania") nel 1796, nel 1785 e 1792 a Londra, negli anni 1785/86/87, 1792 e 1802/03 ia Parigi, 1793 a Copenaghen e Stoccolma.
Oltre ad autori come Ludwig Tieck e Heinrich von Kleist, nato a Francoforte sull'Oder, è imparentato con la famiglia di Reichardt anche il poeta slesiano Hermann Isaac Emil von Petit (9 giugno 1811 - 30 gennaio 1864, conosciuto anche come Hermann de Petit). Figlio di un sottotenente del reggimento di Malschitzky e rifugiato francese protestante ("réfugié"), è l'autore del volume "Gedichte. Mein ganzer Reichtum ist mein Lied" (1857), conservato nella biblioteca del Museo di Brzeg, un tempo città della Slesia conosciuta come Brieg e oggi appartenente alla Polonia. Qui von Petit insegnava francese, inglese, italiano e spagnolo e pubblicò anche libri di testo per queste lingue. Tra questi sono stati conservati in particolare il suo "Praktischer Lehrgang zur Erlernung der italienischen Sprache" (1862, terza edizione) e un "Unentbehrlicher Dolmetscher für Deutsche, die nach Frankreich reisen, insbesondere für diejenigen, welche die Pariser Industrie-Ausstellung besuchen wollen", pubblicato in occasione della prima Esposizione universale di Parigi del 1855. Il suo volume "Festgedichte für Kinder" (1857) contiene versi in tedesco, francese, inglese, italiano e spagnolo. Nel 1853 pubblicò una rivista settimanale a Brzeg con il titolo "Scherz und Ernst", che conteneva contributi di narrativa e a carattere storico, poesie ed epigrammi di diversi scrittori.
Dagmar Reichardt, figlia di un diplomatico tedesco, è cresciuta a Santiago del Cile e a Roma, prima di iniziare la sua carriera accademica in Germania. Tra il 1986 e il 1989, è stata cofondatrice ad Amburgo della rivista culturale tedesco-italiana "Zigzag. Das Italien-Magazin", di cui è stata editrice e curatrice. Qui, tra il 1999 e il 2009, ha diretto anche la Scuola di scrittura creativa "Reiters Ruhm" dell'istituzione Writers' Room e.V., e ha lavorato come traduttrice, ghost writer e autrice freelance. In quegli anni ha pubblicato testi letterari sulla Nuova letteratura tedesca (1991; 1992) e un'antologia del germanista italiano Cesare Cases in traduzione tedesca (1996). Sono seguite altre traduzioni letterarie tra le quali il volume di poesia "Himmelsreden" (2004, titolo originale “Il dire celeste”), di Giuseppe Bonaviri, il copione del film "San Paolo" (2007) di Pier Paolo Pasolini e edizioni musicali di Etta Scollo (2014) o Marco Basley (2014). Altri temi vengono trattati nelle seguenti antologie accademiche su Letteratura e cinema (2014), Moda Made in Italy (2016) e sullo scrittore siciliano Giovanni Verga (2017). Complessivamente Reichardt è stata responsabile di circa 200 pubblicazioni nel campo della narrativa e della letteratura specializzata distribuiti sul mercato librario tedesco, italiano e internazionale, tra le quali oltre 130 pubblicazioni accademiche e oltre 50 libri di letteratura e manuali redatti solamente durante gli anni 1987-2004.

## Carriera accademica
Dopo un soggiorno di studi a New York nel 1980-81, Dagmar Reichardt ha studiato Filosofia, Nuova letteratura tedesca, Filologia romanza e Storia dell'arte presso le Università di Francoforte sul Meno, Urbino e Amburgo, dove nel 1989 ha conseguito la laurea in Scienze Linguistiche con un lavoro sull'autore italiano Guido Piovene (1907-1974) e, nel 1999, ha ottenuto il Dottorato in Lingue, Letteratura e nei Media con una tesi sullo scrittore siciliano Giuseppe Bonaviri (1924-2009).
Successivamente ha approfondito i suoi studi sulla Sicilia con un ampio progetto dedicato all'ibridità culturale e alla transculturalità della letteratura isolana siciliana, che ha portato alla pubblicazione del volume interdisciplinare in tre lingue L'Europa che comincia e finisce: la Sicilia (2006). L'opera ha avuto brillanti recensioni nel mondo della ricerca e ha riscosso un’accoglienza viva e positiva in diversi media, tra l'altro secondo le seguenti fonti: per il giornalista e scrittore siciliano Giuseppe Quatriglio si tratta di “una ricognizione considerevole […] con una sua validità e una sua latitudine – certamente un lavoro meritevole” ("Giornale di Sicilia", 4 luglio 2006), mentre il critico letterario italiano Sergio Sciacca l'ha definita “in effetti […] un'opera del tutto originale che […] è una tappa importante del panorama culturale della Nuova Europa” ("La Sicilia", 21 luglio 2006) e lo studioso tedesco Christoph Schamm nel giornale online IASLonline - IASL evidenzia "l'eccezionale significato che il movimento dall'isola sul continente italiano" ebbe per i viaggiatori in Sicilia stando a una delle tesi transculturali nel volume di Reichardt. L'italianista spagnolo Paulino Matas ha definito il volume addirittura “una lettura d'obbligo per l'italianistica internazionale” ("Revista de la Sociedad Española de Italianistas", 2005/3, p. 192). Un anno dopo l'uscita del libro, nel 2007 Dagmar Reichardt ha ricevuto il Premio Flaiano per l'Italianistica.
Dopo anni come docente e assistente scientifica nel corso di studi di Filologia romanza delle Università di Amburgo (1997-2003) e Brema (2001-2008) e come Visiting Professor a Innsbruck, dal 2008 al 2015 Reichardt ha insegnato Modern European and Italian Studies presso l'Università di Groninga, nei Paesi Bassi, e dal 2015 ha una cattedra per Industria Mediatica nel Dipartimento di Management Internazionale di Cultura e Media presso l'Accademia Lettone di Cultura a Riga, Lettonia. Inoltre è attiva come membro di varie associazioni scientifiche in Germania, Italia, Svizzera, Austria, nel Benelux e negli USA, ed è impegnata nei comitati scientifici del Premio Flaiano (2001-2006), dell'Associazione Internazionale dei Professori d'Italiano AIPI (a partire dal 2006) e dell'Austrian-Canadian Society (a partire dal 2007). Nel 2005/06, è stata coordinatrice per la Germania del progetto europeo Il libro di pietra dello scrittore Giuseppe Bonaviri ad Arpino, in collaborazione con il Ministero degli Esteri italiano e con il poeta tedesco Matthias Politycki, che ha fatto conoscere in Italia. In questa occasione, nel quadro del XXV Certamen Ciceronianum Arpinas ha ricevuto la medaglia di Cicerone della regione Lazio. Nel 2015 Reichardt ha incominciato a seguire come prima italianista internazionale l'opera italofona di Jhumpa Lahiri, pubblicandone diverse critiche nel 2017.

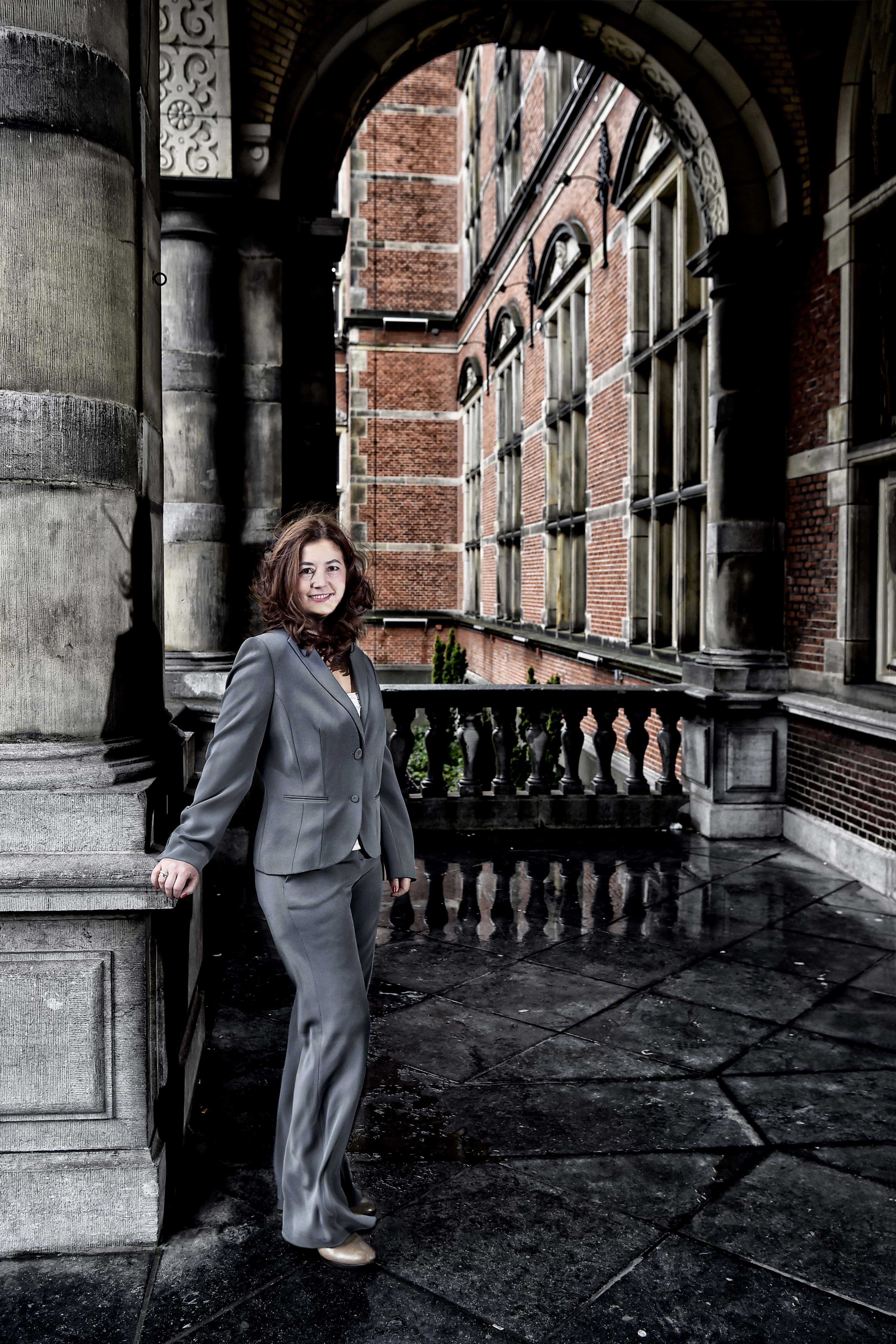
Dagmar Reichardt durante la Summer School "Beyond Horizons: Transmitting and Writing New Identities" presso l'Università di Groningen, Paesi Bassi, 2016

Sul piano metodologico, Reichardt affronta con spirito critico soprattutto i discorsi letterari sul potere e si occupa del rapporto tra identità regionali, nazionali e globali, in particolare nella letteratura e cultura italiana moderna, ma anche nei media, nell'arte figurativa e nella letteratura comparata. Una centrale tesi di Reichardt afferma la rilevanza didattica di una svolta paradigmatica negli Studi letterari, culturali e filosofici tramite gli Studi transculturali, ricorrendo a un modello di convivenza - anche italiano - storicamente cresciuto in una Europa globalizzata e postmoderna.

## Campi principali della ricerca
- Approcci mediatici, narratologici e imagologici
- Modernismo letterario nel XIX-XXI secolo
- Relazioni culturali italo-tedesche nella storia e nel presente
- Poststrutturalismo, postcolonialismo e transculturalità
- Analisi del discorso (in particolare discorsi su sovranità, globalizzazione e intermedialità)
- Sociologia della letteratura e estetica della produzione

## Opere (selezione)
- Cultura/Kultur, capitolo bilingue (italiano-tedesco) co-redatto e a cura di Dagmar Reichardt e Elena Agazzi, in: Manuale Italo-Tedesco. Deutsch-Italienisches Handbuch, a cura del Centro Italo-Tedesco Villa Vigoni, Baden-Baden: Nomos Verlag, 1990, pp. 150-218 (una seconda edizione aggiornata è stata ripubblicata dal Ministero degli Affari Esteri della Repubblica Federale Tedesca), ISBN 3-7890-2152-0.
- Ade, ihr Zöpfe der Loreley. Über Deutschland, die Deutschen und die deutsche Literatur, di Cesare Cases, traduzione, postfazione e a cura di Dagmar Reichardt, Hamburg: Europäische Verlagsanstalt, 1996, ISBN 3-434-50094-4.
- Das phantastische Sizilien Giuseppe Bonaviris. Ich-Erzähler und Raumdarstellung in seinem narrativen Werk, Frankfurt a.M./Berlin/Bern et al.: Peter Lang, 2000, ISBN 3-631-36240-4.
- „La cultura italiana in Germania, in: La cultura italiana nel mondo. Atti del Convegno internazionale. Con la partecipazione del Ministero degli Affari Esteri. Pescara 12-13 luglio 2001, a cura dei Premi Internazionali Ennio Faliano, con l'alto patronato del Presidente della Repubblica, Pescara: Ediars, 2001, pp. 34-42.
- Il dire celeste. Lirica di Bonaviri / Himmelsreden. Lyrik von Bonaviri, di Giuseppe Bonaviri, traduzione, premessa e commento di Dagmar Reichardt, a cura di Irmela Arnsperger, Dagmar Reichardt e Bernd Mayer, Stuttgart: Commedia & Arte, 2004, ISBN 3-924244-36-7.
- Italienische Biographien in deutscher Sprache 1980-2004, co-autrice: Sabine Witt, Essen: Perelmuter, 2005, ISBN 3-00-015353-5.
- L'Europa che comincia e finisce: la Sicilia. Approcci transculturali alla letteratura siciliana. Beiträge zur transkulturellen Annäherung an die sizilianische Literatur. Contributions to a Transcultural Approach to Sicilian Literature, premessa e a cura di Dagmar Reichardt, Frankfurt a.M./Berlin/Bern et al.: Peter Lang, 2006, ISBN 3-631-54941-5.
- Der heilige Paulus [titolo originale: San Paolo, 1975], di Pier Paolo Pasolini, copione di film, con un'introduzione di Dacia Maraini, traduzione, commento critico e a cura di Dagmar Reichardt e Reinhold Zwick, Marburg: Schüren Verlag, 2007, ISBN 978-3-89472-495-5.
- Histoires inventées. La représentation du passé et de l'histoire dans les littératures française et francophones, a cura di Elisabeth Arend, Dagmar Reichardt e Elke Richter, Frankfurt a.M./Berlin/Bern et al.: Peter Lang, 2007, ISBN 978-3-631-56966-5.
- Tempo e memoria nella lingua e nella letteratura italiana, (co-curatrice), 4 volumi, Online-Publikation Archiviato il 29 ottobre 2017 in Internet Archive. 2009, ISBN 978-90-8142-540-7.
- Le relazioni culturali italo-tedesche, in: Manuale di civiltà italiana. Materiali ed approcci didattici, a cura di Anne Begenat-Neuschäfer, in cooperazione con Christiane Eck, Giuseppe Messuti, Federico Navire e Melinda Veggian, Frankfurt a.M./Berlin/Bern et al.: Peter Lang, 2010, S. 487-510, ISBN 978-3-631-57880-3.
- “On the Theory of a Transcultural Francophony. The Concept of Wolfgang Welsch and its Didactic Interest”, in Transnational 20th Century. Literatures, Arts and Cultures, 1/1 (marzo 2017), Università La Sapienza (Rom/Italien), pp. 40–56; in tedesco: “Zur Theorie einer transkulturellen Frankophonie” di Dagmar Reichardt, in PhiN. Philologie im Netz, 38/2006, Freie Universität Berlin; in francese: online “La Francophonie du Nord au Sud: Manifestations du transculturel dans la littérature et le théâtre francophones” in Relief. Revue électronique de littérature française, vol. 5, 2/2011, Utrecht University, pubblicato su www.revue-relief.org.
- Letteratura e cinema, a cura di Alberto Bianchi e Dagmar Reichardt, Firenze: Franco Cesati Editore, 2014, ISBN 978-88-7667-501-0.
- Moda Made in Italy. Il linguaggio della moda e del costume italiano, a cura di Dagmar Reichardt e Carmela D'Angelo, con un'intervista a Dacia Maraini, Firenze: Cesati Editore, 2016, ISBN 978-88-7667-576-8
- Verga innovatore / Innovative Verga: L’opera caleidoscopica di Giovanni Verga in chiave iconica, sinergica e transculturale /  The kaleidoscopic work of Giovanni Verga in iconic, synergetic and transcultural terms, miscellanea trilingue con una introduzione e a cura di Dagmar Reichardt e Lia Fava Guzzetta, con una premessa di Rita Venturelli (Istituto Italiano di Cultura Amsterdam), vol. 1 della collana Transcultural Studies – Interdisciplinary Literature and Humanities for Sustainable Societies (TSIL) a cura di Dagmar Reichardt, Rotraud von Kulessa e Costantino Maeder, Frankfurt a.M. et al.: Peter Lang, 2016, ISBN 978-3-631-71485-0.
- Italia transculturale. Il sincretismo italofono come modello eterotopico, a cura di Dagmar Reichardt e Nora Moll, Firenze: Cesati Editore, 2018, ISBN 978-88-7667-716-8.
- Paradigmi di violenza e transculturalità: il caso italiano (1990-2015). Atti del convegno a Villa Vigoni, 8-10 ottobre 2014, con una introduzione e a cura di Dagmar Reichardt, Rotraud von Kulessa, Nora Moll e Franca Sinopoli, vol. 2 della collana Transcultural Studies – Interdisciplinary Literature and Humanities for Sustainable Societies (TSIL) a cura di Dagmar Reichardt, Rotraud von Kulessa e Costantino Maeder, Berlin et al.: Peter Lang, 2018, ISBN 978-3-631-65915-1.
- Polifonia musicale. Le tante vie delle melodie italiane in un mondo transculturale, a cura di Dagmar Reichardt, Domenica Elisa Cicala, Donatella Brioschi e Mariella Martini-Merschmann, con una introduzione di Dagmar Reichardt e Domenica Elisa Cicala, con un'intervista alla cantautrice italo-tedesca Etta Scollo, Firenze: Franco Cesati Editore, (Civiltà italiana. Terza serie, no. 32), 2020, ISBN 978-8876677168.
- Follow Arts, a cura di Dagmar Reichardt e Gudrun Thiessen-Schneider, con un'introduzione di Dagmar Reichardt, vol. 5 della collana Transcultural Studies – Interdisciplinary Literature and Humanities for Sustainable Societies (TSIL) a cura di Dagmar Reichardt, Rotraud von Kulessa e Costantino Maeder, Bern, Berlin et al.: Peter Lang, 2020, 580 pp., ISBN 978-3-631-81471-0.
- Icone della transculturalità. Concetti, modelli e immagini per una didattica della cultura italiana nel terzo millennio, con una introduzione e a cura di Dagmar Reichardt e Domenica Elisa Cicala, Firenze: Cesati Editore, 2022, 160 pp., ISBN 978-12-5496-012-7.